# دنجیرو اوکوچی
دنجیرو اوکوچی (انگلیسی: Denjirō Ōkōchi؛ ۵ فوریهٔ ۱۸۹۸ – ۱۸ ژوئیهٔ ۱۹۶۲) هنرپیشه اهل ژاپن بود. از فیلم‌هایی که وی در آن نقش داشته‌است، می‌توان به سانشیرو سوگاتا اشاره کرد.